# 950'erne
Århundreder: 9. århundrede – 10. århundrede – 11. århundrede
Årtier: 900'erne 910'erne 920'erne 930'erne 940'erne – 950'erne – 960'erne 970'erne 980'erne 990'erne 1000'erne
År: 950 951 952 953 954 955 956 957 958 959